# Мікко Сірен
Мікко Сірен (фін. Mikko Sirén; нар. 31 грудня 1975, Гельсінкі, Фінляндія) — барабанщик фінських гуртів Apocalyptica та Megaphone.
Почав брати участь у живих концертах Апокаліптики у 2003 році, проте став членом гурту лишень у 2005, після відіграних понад 200 концертів та записаного альбому.
У 2009 році Мікко записав партію барабанів для третього альбому Еліаса Віл'янена (Elias Viljanen) — «Fire-Hearted».